# Franziskanerkloster Castledermot

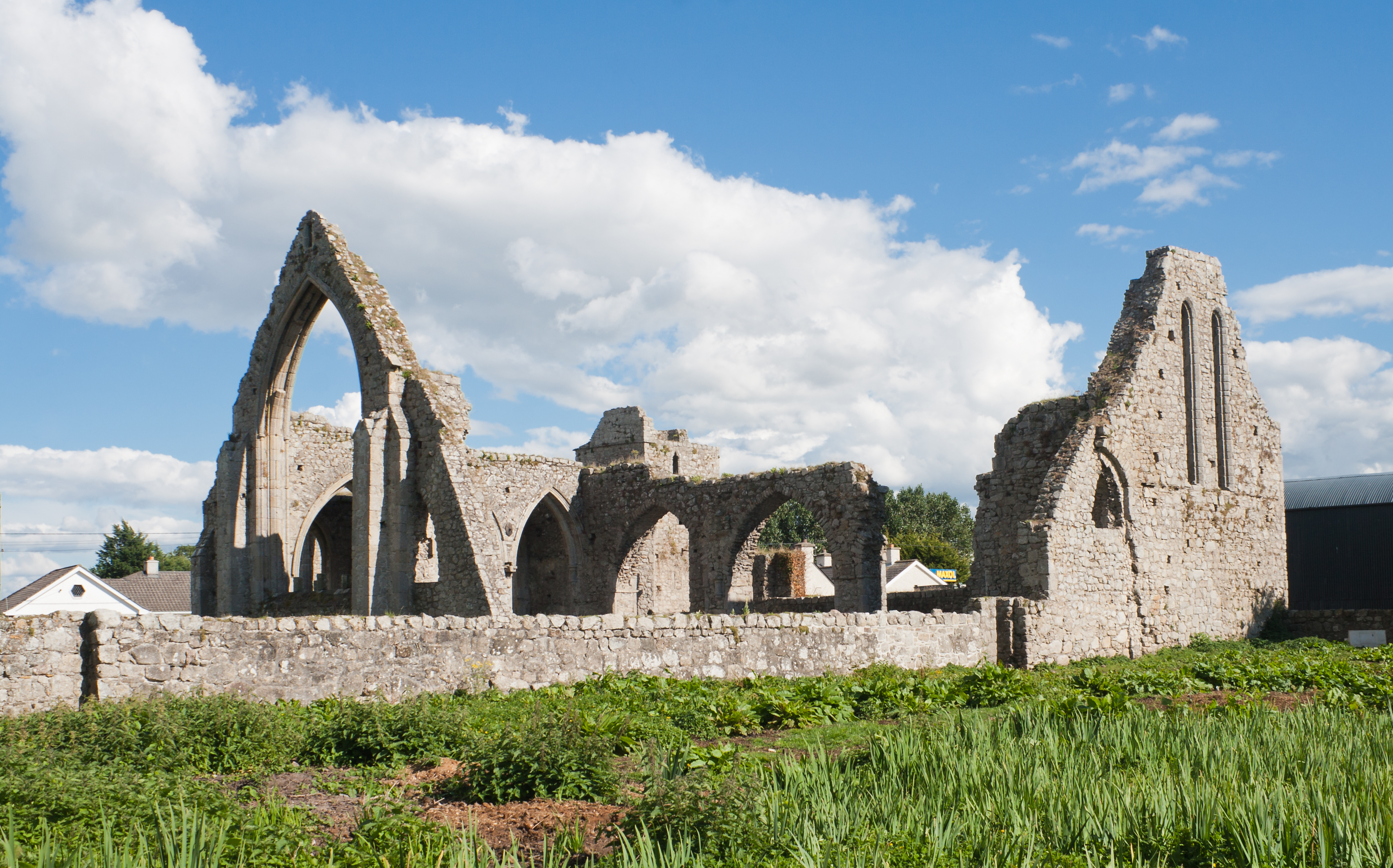
Nordwest-Ansicht des Klosters mit dem nördlichen Querschiff links und den zwei Lanzettfenstern am Ende des Langhauses rechts

Das Franziskanerkloster Castledermot, auch Tristledermot genannt, (irisch Mainistir Dhíseart Diarmada, englisch Castledermot Friary) wurde vor 1247 von der englischen Krone und Walter Riddlesford als ein Haus der Franziskaner in Castledermot in der Erzdiözese Dublin in Irland gegründet. Im Rahmen der Reformation wurde das Kloster 1540 aufgehoben. Die Franziskaner gehörten bis zuletzt den Konventualen an.

## Geschichte
Die genauen Gründungsumstände sind ungeklärt. Die erste bekannte urkundliche Erwähnung stammt vom 25. Mai 1247, als der damalige irische Justiciar John fitz Geoffrey dem Kloster 15 Mark stiftete. Die Handschrift Additional 4814 nennt Eduard I. und Walter Lord Riddlesford als Gründer. Aus zeitlichen Gründen kann Eduard I. es aber nicht gewesen sein, aber er könnte dies für sich beanspruchen, wenn sein Vater Heinrich III. diese Rolle innehatte.
Walter Riddlesford bzw. Ridelesford ist der Name des ersten Herrn Castledermots nach der englischen Invasion und seines Sohnes. Der Vater Walter I. begleitete Strongbow bei der Invasion und erhielt dafür Land in der Region von Castledermot und Kilkea (im Süden des heutigen County Kildare). In Castledermot errichtete er 1181 eine Burg und begründete eine kleine Stadt. Er starb um 1200, mit Sicherheit jedoch vor 1213. Der Sohn Walter II. war einer der wenigen, die sich gegen Richard Marshal auf die Seite des Königs stellten. 1235 begleitete er Richard de Burgh bei der Eroberung Connachts und starb um 1240, womit die Linie endete und das Erbe an die beiden Töchter fiel. Zwar gibt es noch weitere Seitenlinien der Familie mit weiteren Mitgliedern dieses Namens, aber Aubrey Gwynn hält es sehr wohl für denkbar, dass der Sohn das Kloster noch kurz vor seinem Tode gründete.

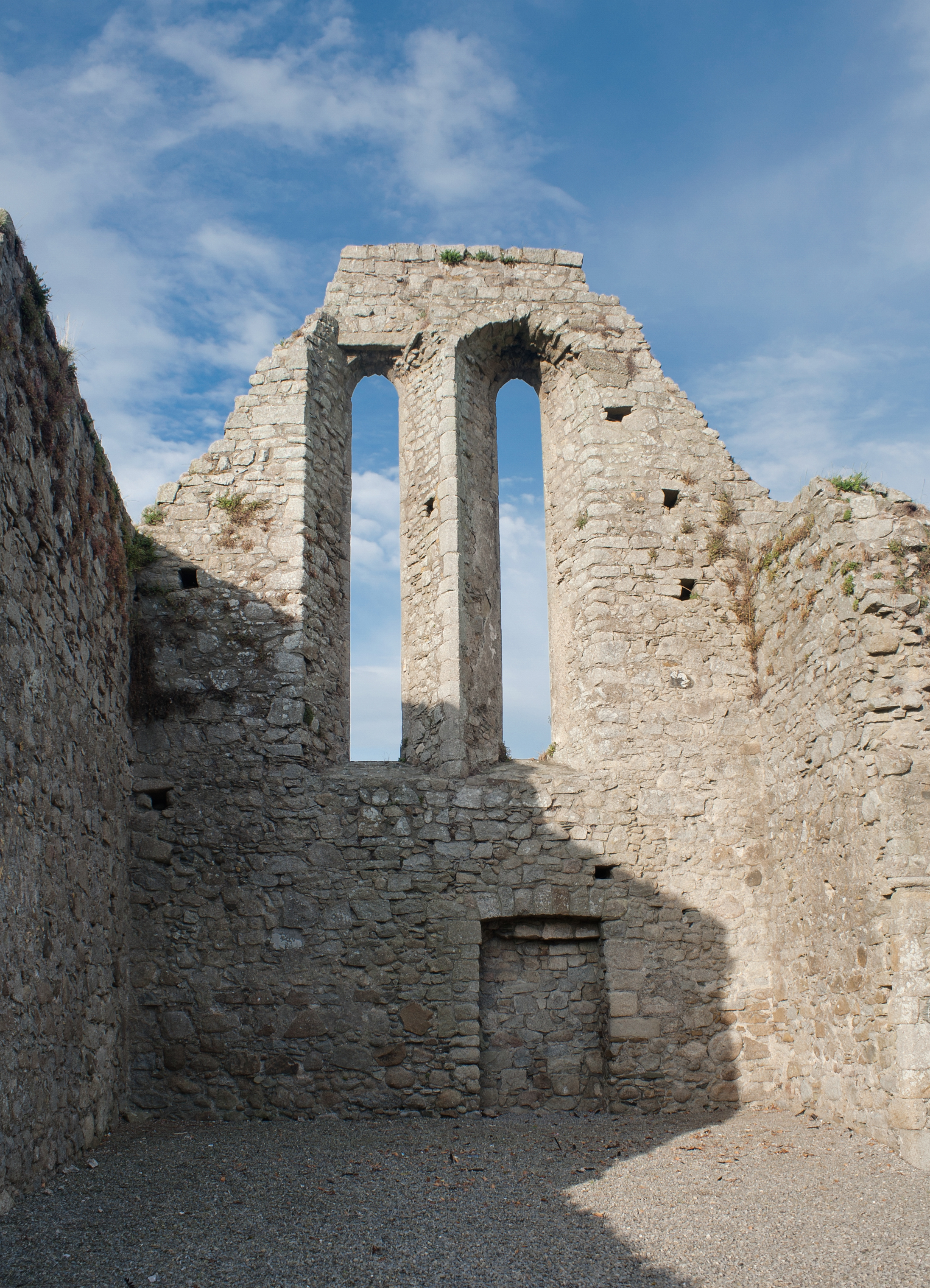
Die Lanzettfenster am Westende des Langschiffs belegen eine erste Bauperiode um 1240

Die Rolle des Patrons fiel anschließend an die Geraldiner, das heißt die Nachkommen Gerald of Windsors, aus denen insbesondere die Linie der Barone von Offaly und später der Earls of Kildare hervorging. Dabei wird sogar Thomas FitzMaurice († 1271), dem dritten Sohn von Maurice FitzGerald, dem zweiten Baron von Offaly, die Rolle als Gründer zugeschrieben, wobei dieser in der Literatur auch Thomas Lord Offaly genannt wird und mit einem Gründungsdatum von 1302 verknüpft wird, obwohl er schon 1271 verstarb und es erst mit dem 1316 antretenden Thomas FitzGerald, dem 2nd Earl of Kildare, den ersten Thomas mit diesem Titel in der Linie gab. Es spricht jedoch nicht nur der frühe urkundliche Beleg für die Gründung vor 1247. Harold G. Leask stellt dazu fest, dass die Lanzettfenster im Langschiff, die mit den Franziskanerklöstern in Claregalway, Nenagh und Kilkenny vergleichbar sind, eine Entstehungszeit um 1240 nahelegen.

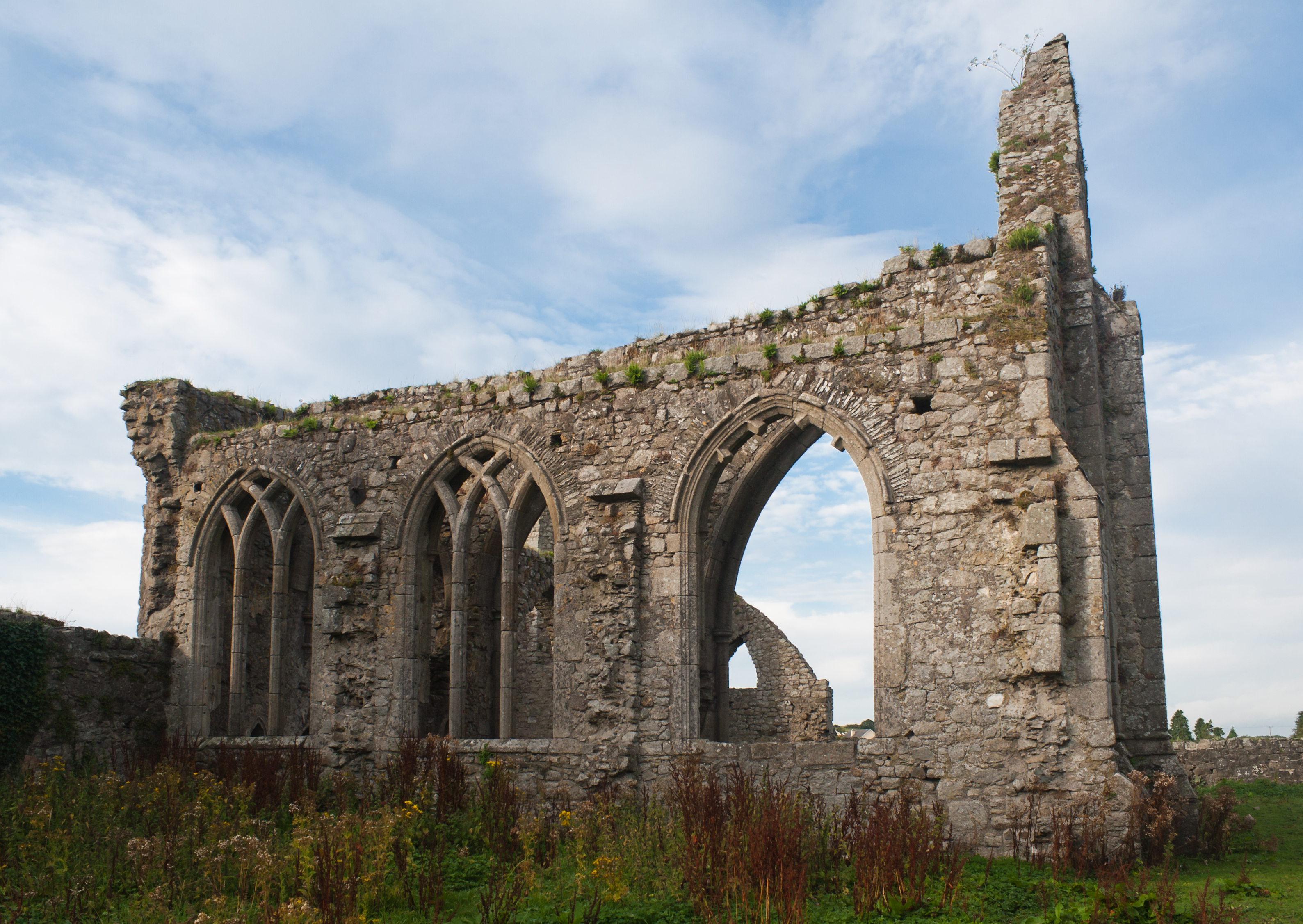
Die mit einfachem Maßwerk versehenen Ostfenster des nördlichen Querschiffs belegen eine zweite Bauperiode zu Beginn des 14. Jahrhunderts.

Möglicherweise erfolgte 1302 eine Stiftung an das Kloster. Gwynn nennt das Jahr 1302 nicht, übernimmt aber die Angaben von Mervyn Archdall im Monasticon Hibernicum, dass 1316 und 1328 Stiftungen durch John, den ersten Earl of Kildare bzw. seinen Sohn und Nachfolger Thomas erfolgten. Maßwerkfenster kamen in Irland erst Anfang des 14. Jahrhunderts in Gebrauch. In der frühesten Form teilen sich die Zwischenpfosten in Bögen auf, die den gleichen Radius haben wie der Bogen, mit dem sie an der Spitze zusammentreffen. In Verbindung mit der noch sehr stämmigen Ausführung der Zwischenpfosten bestätigt dies die Zeit der Stiftungen Anfang des 14. Jahrhunderts.
Seit der Invasion von 1169 gab es in Irland Klöster, die wie das von Castledermot von den Invasoren gegründet worden sind, und solche, die auf Gründungen der ursprünglichen irischen Herrscherfamilien zurückgingen. Während das bei den Zisterziensern zu erheblichen Spannungen zwischen den Klöstern mit unterschiedlichen Loyalitäten führte, unterblieb dies zu Beginn bei den Franziskanern und den Dominikanern in Irland, was sicherlich auf die Ideale der Mendikantenbewegung und auf das Geschick der ersten beiden franziskanischen Provinziale zurückzuführen war. Dies änderte sich aber bei der im Mai 1315 beginnenden Invasion des aus Schottland kommenden Edward Bruce, der die Schotten und die Iren gegen England zu verbünden suchte. Während einige irische Franziskaner die Invasoren unterstützten, wurden als englisch geltende Franziskanerklöster durch die schottischen Truppen zerstört. Dies traf zuerst das Haus der Franziskaner in Dundalk im Jahr 1315. Im Dezember 1316 wurde Edward durch seinen Bruder, den schottischen König Robert I., unterstützt. Zusammen zogen sie südwärts und ließen sich im Februar 1317 in Castleknock nieder, unmittelbar vor den Toren Dublins, das sich bereits auf eine Belagerung vorbereitete. In dieser Phase des Kriegs wollten die Schotten sich jedoch nicht lang mit Belagerungen aufhalten und ignorierten daher befestigte Städte. Entweder im Februar oder März zogen dann Truppen unter der Leitung von Robert I. bis nach Castledermot. Castledermot hatte bereits seit 1295 eine Stadtmauer und blieb daher verschont. Das Kloster lag jedoch außerhalb der Stadtmauern, auf der Südseite der Stadt.
Das Kloster, das durch seine Gründer mit dem englischen Königshaus verbunden war und das von den Geraldinern patronisiert wurde, war ein einladendes Ziel. Es wurde geplündert und in erheblichen Maße beschädigt. Die Bibliothek, die liturgischen Gewänder und das sakrale Gerät gingen dabei verloren. Das Kloster wurde aber zeitnah restauriert, und möglicherweise erfolgte die zweite Bauphase auch erst nach dem Überfall im Jahr 1328.
Am 27. November 1540 wurde das Kloster im Rahmen der Aufhebung begutachtet. Es wurde festgestellt, dass eine zum Kloster gehörende Kirche, ein Klostergarten und ein Dormitorium abgerissen werden könnten und das Material einen Wert von 60 Schillingen habe. Der weitere Besitz umschloss ein Turmhaus, zwei Säle, eine Küche, einen Garten, einen Obstgarten, eine Wassermühle, einen Friedhof und landwirtschaftliche Flächen im Umfang von zehn Acre, wovon sieben brachlagen. Insgesamt wurde der Wert auf 54 Schillinge geschätzt. Anders als bei manchen Franziskanerklöstern im Westen kann bei Klöstern im Süden der Pale, zu der auch Castledermot gehört, davon ausgegangen werden, dass die neue Rechtslage konsequent durchgesetzt wurde und somit die Gemeinschaften nicht in ihren alten Klöstern weiterbestehen konnten. Belege für eine weitere Nutzung des Klosters durch Franziskaner gibt es nur zur Zeit der Konföderation in den 1640er-Jahren.

## Architektur
Castledermot gehört zu einer Gruppe von Franziskanerklöstern wie beispielsweise Ardfert oder Kilkenny (vor der Erweiterung), bei denen das Langhaus und der Chor zusammen innen in etwa die Ausmaße 38,5 m × 7 m haben. Mit Ausnahme des Ostfensters, das später verändert wurde und das nicht mehr erhalten ist, entstammt dieser Bereich der ersten Bauphase um 1240. Typisch hierfür sind die Lanzettfenster im Westgiebel und in der Nordseite des Chors. In der zweiten Bauphase zu Beginn des 14. Jahrhunderts kam dann das nördliche Querschiff hinzu mit einem westlichen Seitenschiff und drei Seitenkapellen zur Ostseite hin, jeweils mit einem Gewölbe nach oben abgeschlossen. Dazu passend wurde das Langhaus mit einem nördlichen Seitenschiff versehen, das an das Seitenschiff des Querschiffs anschließt. Auf der Nordseite des Langhauses sind drei Arkaden, die erste führt in das nördliche Seitenschiff, die zweite in das Seitenschiff des Querschiffs und das dritte direkt in das Querschiff. Zwischen dem Querschiff und seinem Seitenschiff sind ebenfalls zwei Arkaden. Ebenfalls in der Zeit kam ein Turm hinzu, der sich an der südlichen Seite des Chors anschließt. Nicht erhalten sind der sich ursprünglich südlich anschließende Klostergarten und die ihn umschließenden Wohn- und Wirtschaftsgebäude.